# Arganzuela-Planetario
Arganzuela-Planetario is een metrostation in het stadsdeel Arganzuela van de Spaanse hoofdstad Madrid. Het station werd geopend op 26 januari 2007 en wordt bediend door lijn 6 van de metro van Madrid.